# Patriotas de Lares 2012-2013
Questa voce raccoglie le informazioni riguardanti i Patriotas de Lares nelle competizioni ufficiali della stagione 2012-2013.

## Organigramma societario
Area direttiva
- Presidente: Miguel Orlando González

Area tecnica
- Primo allenatore: Ariel Díaz (fino a dicembre), Enrique López (da dicembre)
- Secondo allenatore: Alejandro Arconada

## Rosa
| N° | Nome              | Ruolo | Data di nascita   | Nazionalità sportiva |
| -- | ----------------- | ----- | ----------------- | -------------------- |
| 1  | Abner González    | -     | -                 | Porto Rico           |
| 2  | Dennis Ríos       | L     | -                 | Porto Rico           |
| 3  | Emanuel Batista   | C     | 12 gennaio 1989   | Porto Rico           |
| 4  | Bolívar Bermúdez  | S     | -                 | Porto Rico           |
| 5  | Christopher López | S     | -                 | Porto Rico           |
| 7  | Enrique Escalante | C     | 6 agosto 1984     | Porto Rico           |
| 8  | Howard García     | P     | 8 febbraio 1994   | Porto Rico           |
| 9  | Julio Acevedo     | P     | 3 gennaio 1985    | Porto Rico           |
| 10 | Jedisan Agosto    | P     | 24 ottobre 1991   | Porto Rico           |
| 11 | Jessie Colón      | C     | 20 settembre 1984 | Porto Rico           |
| 12 | David Menéndez    | C     | 22 febbraio 1988  | Porto Rico           |
| 13 | Juan Figueroa     | S     | 6 marzo 1986      | Porto Rico           |
| 14 | Freddy Martínez   | P     | -                 | Porto Rico           |
| 15 | Alexis Matías     | S     | 21 luglio 1974    | Porto Rico           |
| 16 | David McKenzie    | S/O   | 5 luglio 1979     | Stati Uniti          |
| 17 | Saúl Morales      | L     | -                 | Porto Rico           |
| 18 | Eric Gallardo     | P     | 14 maggio 1985    | Porto Rico           |